# Distrito de Valmiera
El distrito de Valmiera (letón: Valmieras rajons) fue una división administrativa de Letonia, situada en la región de Vidzeme, en la zona del noreste. Su centro administrativo era la villa de Valmiera. Estonia limita al norte y los distritos de Limbaži al oeste, y al este el de Valka Cēsis. Era el octavo distrito más grande en Letonia y tenía una población de 60 345 (según el censo del 2000).
- Datos: Q843546